# Cuscuta corymbosa
El cabello de ángel (Cuscuta corymbosa) es una planta parásita perteneciente al género Cuscuta. 

## Descripción
Hierba parásita que tiene dos fases en su desarrollo. La fase terrestre tiene sus tallos un poco gruesos, sus hojas son un poco alargadas de color verde oscuro en el anverso y verde pálido en el reverso. Las flores son campanuladas de color crema y los frutos unas cápsulas globosas. La fase parasítica presenta filamentos anaranjados adaptados para trepar y obtener alimento del árbol parasitado. 

## Distribución y hábitat
Su área de distribución va desde México a Perú. Presente en climas semicálidos y templados entre los 1500 y los 3200 m s. n. m. Crece en vegetación perturbada de bosques tropicales caducifolios y perennifolios, bosque mesófilo de montaña y bosque de pino.

## Usos medicinales
Propiedades: Depurativo, diurético y hepático.
Se recomienda contra enfermedades de los riñones, para normalizar las secreciones biliares en las enfermedades del hígado y contra las afecciones de la piel.

## Taxonomía
Cuscuta corymbosa  fue descrita por Ruiz & Pav.  y publicado en Flora Peruviana, et Chilensis 1: 69, t. 105, f. b. 1798.